# Etymologicum magnum
Etymologicum magnum (en grec Έτυμολογικόν Μέγα) est le titre traditionnel du plus important lexique byzantin de grec ancien qui ait été conservé. Il a été constitué au XIIe siècle. Ses principales sources sont l'Etymologicum genuinum (IXe siècle), lui aussi conservé, d'autres ouvrages de même titre comme celui « de Syméon », Étienne de Byzance, Hésychios d'Alexandrie, et des lexiques plus anciens comme celui de Philémon. Il est publié pour la première fois en 1499 à Venise par Zacharie Kalliergis.

## Éditions
- Thomas Gaisford (éd.), Etymologicum Magnum, Oxford, 1848; réimpr. Amsterdam, 1965.
- François Lasserre et Nicolas Livadaras (éds.), Etymologicum Magnum Genuinum, Symeonis Etymologicum una cum Magna Grammatica, Etymologicum Magnum Auctum, vol. I, Rome, 1976; vol. II, Athènes, 1992.